# Botniaring
Der Botniaring ist eine Rennstrecke in Jurva in Südösterbotten, Finnland. Sie liegt etwa 5 km südlich von Jurva und 20 km westlich von Kurikka und war bis zum Bau des Kymi Rings 2019 die längste finnische Rennstrecke.

## Geschichte
1989 wurde der erste, 2,6 km lange Streckenabschnitt eröffnet. Von 2011 bis 2013 erfolgte der Bau der Streckenerweiterung.

## Streckenbeschreibung

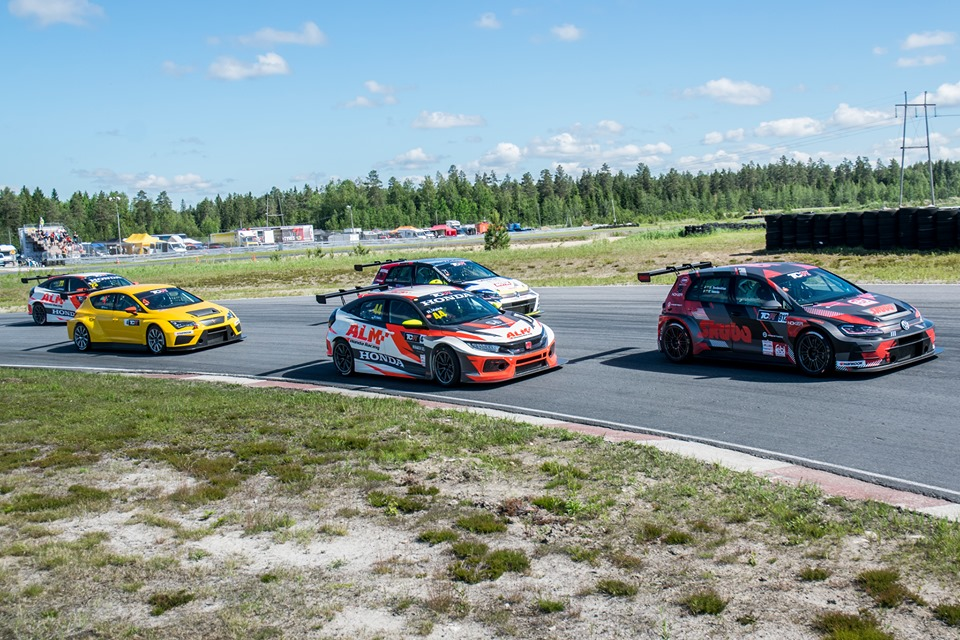
Baltische Tourenwagen Challenge auf dem Botniaring 2019

Die Strecke ist in der längsten Variante 4,014 Kilometer lang, 12 bis 20 Meter breit und wird im Uhrzeigersinn gefahren. Daneben gibt es noch die ursprüngliche kurze Variante, welche 2,618 Kilometer lang ist und die mit einigen Offroad-Abschnitten für Ralleycross-Veranstaltungen genutzt werden kann. Die Streckenerweiterung kann separat als Clubkurs mit einer Länge von 1,450 Kilometern parallel zur kurzen Variante genutzt werden. Zudem gibt es eine Folkrace-Variante mit einer Länge von exakt einen Kilometer.
Nahe der permanenten Strecke befindet sich auch eine Sandbahn Speedway Strecke.

## Veranstaltungen
Die Strecke wird hauptsächlich für nationale Automobil- und Motorrad-Rennen verwendet. Daneben finden auch schwedische und baltische Meisterschaftsläufe auf dem Kurs statt. Im Juli wird ein 12 Stunden Langstreckenrennen über die Nacht auf dem Kurs abgehalten.